# Shurley Ridge
Shurley Ridge (in lingua inglese: Dorsale Shurley) è una dorsale montuosa parzialmente coperta di neve, che si protende dal versante sudoccidentale della Mackin Table, 11 km a sudest dello Snake Ridge, nel Patuxent Range dei Monti Pensacola, in Antartide. 
La dorsale è stata mappata dall'United States Geological Survey (USGS) sulla base di rilevazioni e foto aeree scattate dalla U.S. Navy nel periodo 1956-66.
La denominazione è stata assegnata dall'Advisory Committee on Antarctic Names (US-ACAN) in onore di Jay T. Shurley, biologo che ha condotto studi presso la Base Amundsen-Scott nell'estate del 1966-67.